# Mycetoporus inaris
Mycetoporus inaris är en skalbaggsart som beskrevs av Luze 1901. Mycetoporus inaris ingår i släktet Mycetoporus, och familjen kortvingar. Arten är reproducerande i Sverige.